# Dioscorea filiformis
Dioscorea filiformis är en enhjärtbladig växtart som beskrevs av Carl Ludwig von Blume. Dioscorea filiformis ingår i släktet Dioscorea och familjen Dioscoreaceae. Inga underarter finns listade i Catalogue of Life.